# Банер, Дитрих (младший)
Дитрих Банер-младший (нем. Dietrich Bahner junior; 8 июня 1939, Берлин — 21 мая 2009, Берлин) — немецкий консервативный политик, в 1975—1979 — депутат западноберлинского парламента, в 1979—1983 — депутат бундестага ФРГ. Видный деятель ХДС.

## Происхождение, работа, образование
Родился в семье крупного предпринимателя Дитриха Банера-старшего. Окончив гимназию, стал учеником на отцовской обувной фабрике, работал коммерческим агентом по продаже обуви. После этого поступил в Берлинский университет имени Гумбольдта, изучал экономику и социальные науки. Завершив образование, Дитрих Банер занимал управленческие посты в обувной промышленности.

## Западноберлинский политик и депутат бундестага
В отличие от своего отца — деятеля баварской организации СвДП, затем основателя AVP — Дитрих Банер-младший с 1971 года состоял в ХДС. Возглавлял организацию молодых христианских демократов и одну из парторганизаций ХДС в Западном Берлине. Состоял в экономическом совете ХДС.
Дитрих Банер занимал консервативные антикоммунистические позиции. Был связан с правой организацией Союз свободной Германии, ориентированной на Франца Йозефа Штрауса. Выступал активным оппонентом правящих бургомистров от СДПГ Клауса Шюца и Дитриха Штоббе.
В 1975 Дитрих Банер был избран от ХДС в парламент Берлина. В сентябре 1979 заменил выбывшего депутата от ХДС в бундестаге ФРГ. Состоял в парламентском комитете по труду и социальным вопросам.

## Новая партия и отход от политики
На выборах 1983 ХДС/ХСС одержал победу, но Дитрих Банер-младший не был избран в бундестаг. После этого он вышел из ХДС и в 1984 году учредил партию Демократическая альтернатива для защиты окружающей среды, налогоплательщиков и рабочих мест (DA). Однако на западноберлинских выборах 1985 новая партия получила только 15857 голосов — 1,27 %.
Со второй половины 1980-х Дитрих Банер снизил политическую активность, затем в основном отошёл от политики. Скончался в возрасте 69 лет.